# Die Bestimmer – Kinder haften für ihre Eltern
Die Bestimmer – Kinder haften für ihre Eltern (Originaltitel: Parental Guidance) ist eine US-amerikanische Filmkomödie aus dem Jahr 2012. Die Regie führte Andy Fickman, in den Hauptrollen sind Billy Crystal und Bette Midler zu sehen.

## Handlung
Artie Decker ist Stadionsprecher eines unterklassigen Baseballteams. Am Saisonende wird er entlassen. Um ihn auf andere Gedanken zu bringen, sagt seine Frau Diane zu, als ihre Tochter sie bittet, auf ihre drei Enkelkinder aufzupassen, weil die Eltern für eine Woche verreisen wollen. Artie ist davon nicht begeistert, weil er sich weder mit seiner Tochter noch mit den drei Kindern gut versteht. Nach anfänglichen Startschwierigkeiten, die auf gegensätzlichen Ansichten über Erziehungsmethoden von Großeltern und Eltern beruhen, kommen Artie und die Kinder sich näher.

## Hintergrund
Die Bestimmer – Kinder haften für ihre Eltern wurde in Kalifornien in Fresno und in Georgia in Atlanta und Johns Creek gedreht. In den USA und Kanada kam der Film am Weihnachtstag 2012 in die Kinos, in Deutschland am 28. Februar 2013 und in Österreich am 1. März 2013.

## Besetzung und Synchronisation
Die deutschsprachige Synchronisation entstand nach einem Dialogbuch von Nana Spier, die auch die Dialogregie führte.
| Darsteller              | Deutscher Sprecher    | Rolle          |
| ----------------------- | --------------------- | -------------- |
| Billy Crystal           | Joachim Tennstedt     | Artie Decker   |
| Bette Midler            | Joseline Gassen       | Diane Decker   |
| Marisa Tomei            | Sabine Jaeger         | Alice Simmons  |
| Tom Everett Scott       | Viktor Neumann        | Phil Simmons   |
| Bailee Madison          | Vanessa Stuckenberger | Harper Simmons |
| Joshua Rush             | Andreas Wittmann      | Turner Simmons |
| Kyle Harrison Breitkopf | Cosmo Clarén          | Barker Simmons |
| Jennifer Crystal Foley  | Silvia Mißbach        | Cassandra      |
| Rhoda Griffis           | Anke Reitzenstein     | Dr. Schveer    |
| Gedde Watanabe          | Fang Yu               | Mr. Cheng      |
| Tony Hawk               | Rainer Fritzsche      | Tony Hawk      |
| Cade Jones              | Sebastian Fitzner     | Ivan Halloran  |
| Mavrick Moreno          | Darko Sagara Medina   | Cody           |
| Madison Lintz           | Helen Malin Blaschke  | Ashley         |
| Steve Levy              |                       | Steve Levy     |

## Rezeption
„Eine unterhaltsame Komödie, die ihre Komik primär aus dem Zusammenprall der Extreme bezieht. Billy Crystal überzeugt in der männlichen Hauptrolle durch Wortwitz und Präsenz.“

## Auszeichnungen
ASCAP Film and Television Music Awards 2013
- ASCAP Award in der Kategorie Top Box Office Films für Marc Shaiman

Young Artist Awards 2013
- Nominierung in der Kategorie Bester Nebendarsteller in einem Spielfilm – zehn Jahre oder jünger für Kyle Harrison Breitkopf
- Nominierung in der Kategorie Bester Nebendarsteller in einem Spielfilm – zehn Jahre oder jünger für Joshua Rush
- Nominierung in der Kategorie Beste Besetzung in einem Spielfilm für Bailee Madison, Joshua Rush und Kyle Harrison Breitkopf